# Тенлі Олбрайт
Тенлі Олбрайт (англ. Tenley Albright; нар. 18 липня 1935) — американська фігуристка-одиночниця. Перша фігуристка США, що стала олімпійською чемпіонкою (1956). Срібна призерка Зимових олімпійських ігор (1952), дворазова чемпіонка світу (1953, 1955), дворазова чемпіонка Північної Америки (1953, 1955) та п'ятиразова чемпіонка США (у 1952—1956 роках).
Тенлі Олбрайт у три роки захворіла на поліомієліт і була прикута до ліжка. Згодом почала рухатися на милицях. Коли її було вісім років, то за порадою лікарів, батьки вивели її на ковзанах на лід. Спочатку вона каталася з кріслом перед собою. Після дворічного щоденного катання на льоду Тенлі змогла нормально ходити.
З десяти років починає займатися фігурним катанням по-справжньому. У 15 років ввійшла до складу збірної США, а через рік у 1952 році вона вперше перемогла на чемпіонаті США. На «Олімпіаді-1956» в Кортіна-д'Ампеццо (Італія) здобула золоту. У цьому ж році залишила спорт, у якому виступала як любитель.
У 1961 році закінчила Військово-медичну школу Гарварду і стала хірургинею.